# Luci Cornifici el Jove
Luci Cornifici el jove (en llatí: Lucius Cornificius) va ser un militar romà, probablement fill de Luci Cornifici. Formava part de la gens Cornifícia, d'origen plebeu.
Era l'acusador de Marc Brut a la cort on van ser jutjats els assassins de Juli Cèsar, en el marc de la Lex Pedia de vi Caesaris interfectoribus.
Després va comandar la flota d'Octavi en la guerra contra Sext Pompeu, i per la seva audàcia i valentia va lliurar aquesta flota d'un gran perill a la costa siciliana l'any 38 aC. Va capturar el vaixell de Demòcares, l'almirall de l'esquadra pompeiana.
Es va distingir també a la campanya del 36 aC. Octavi li va encarregar el comandament de les forces de terra i va desembarcar a Sicília on l'exèrcit, a Tauromenium, es trobaven en greu perill, i en una perillosa marxa va arribar a Mylae i va reunir el seu exèrcit amb el d'Agripa. Com agraïment Octavi li va confiar el consolat l'any següent, el 35 aC. Es considerava amb aquest dret per haver salvat la vida a tants de soldats, i quan sortia de casa seva anava muntat en un elefant. Com altres generals d'August va haver d'invertir part del seu patrimoni en embellir la ciutat de Roma i Cornifici va construir el temple de Diana.
Se li atribueix l'obra Rhetorica ad Herennium, però també podria correspondre a Quint Cornifici el Jove o algú altre.